# Сімо-Кітаяма
Сімо-Кітаяма (яп. 下北山村, しもきたやまむら, сімо-кітаяма мура ) — село в Японії, у південній частині префектури Нара.